# Point Break - Punto di rottura
Point Break - Punto di rottura (Point Break) è un film del 1991 diretto da Kathryn Bigelow.
Il titolo si riferisce a un termine del gergo surfistico che i surfisti conoscono bene: è il momento in cui un'onda incontra all'improvviso un fondale superficiale e si rompe fragorosamente.

## Trama
Una banda di quattro rapinatori assalta da più di tre anni le banche della contea di Los Angeles: la loro caratteristica è di avere il volto nascosto dalle maschere di gomma raffiguranti quattro ex presidenti (Johnson, Nixon, Carter, Reagan). L'FBI, che non è mai riuscito a risalire alla loro vera identità, è sulle loro tracce, senza però avere in mano elementi concreti. Alla sezione di Los Angeles giunge l'agente speciale Johnny Utah, un giovane ambizioso appena diplomatosi a pieni voti, che viene messo in coppia con Angelo Pappas, un anziano professionista e veterano del Vietnam, che ha una teoria: i "rapinatori-ex presidenti" sono surfisti che con le rapine — che mettono a segno solo in estate — finanziano la loro vita libera, così da potersi trasferire durante l'inverno in giro per il mondo, alla ricerca delle località con il clima e le onde migliori. La teoria è suffragata da due elementi: il primo consiste nei campioni di terra e sabbia ritrovati sulla scena del delitto, senza però essere mai stati presi in considerazione dagli investigatori e dai loro superiori; il secondo consiste nella ripresa di una telecamera di sicurezza dei glutei mostrati per scherno da uno dei rapinatori, che evidenzia la forte differenza di abbronzatura con la schiena tipica dei surfisti e dei frequentatori di spiagge.
Johnny segue la teoria del suo compagno e si infiltra nel mondo del surf; dopo aver comprato una tavola inadatta e rischiato di affogare, viene salvato da Tyler, una giovane, ma molto esperta, surfista, da cui riesce a farsi insegnare i rudimenti del surf. Successivamente, grazie al suo passato di campione di football americano, ha modo di partecipare a una partita sulla spiaggia dove conoscerà Bodhi, un personaggio che gode di grande considerazione in quel mondo. Bodhi, diminutivo di Bodhisattva, è definito da Tyler, sua ex compagna, come un "cercatore", ossia alla perenne ricerca dell'onda perfetta. Johnny inizia a frequentarlo e ad apprezzarne lo spirito; tale apprezzamento viene ricambiato da Bodhi, che del nuovo amico stima il coraggio e la passione.
Johnny continua a indagare, a un certo punto ritiene di aver individuato i rapinatori in un gruppo di surfisti sospetti con cui ha una colluttazione, da cui si salva solo grazie all'aiuto di Bodhi.
Individuata la casa dei surfisti, Johnny e Angelo, con la collaborazione della squadra speciale, irrompono nell'edificio. Ben presto la situazione degenera e ne nasce una sparatoria con vittime e feriti. Al termine della sparatoria, i due agenti scoprono con grande disappunto che quella banda era effettivamente coinvolta in affari poco puliti, ma non aveva nulla a che fare con le rapine: si trattava infatti d'un gruppo di spacciatori già noto alla polizia, al punto che tra di loro si trovava anche un agente infiltrato della squadra narcotici. Quindi, si ritrovano non solo a dover ripartire con le indagini, ma anche a ricevere una dura ramanzina per aver fatto saltare l'operazione della narcotici, che aspettava ad arrestare il gruppo per poter scoprire i loro canali di approvvigionamento della droga.
Gli ex presidenti nel frattempo continuano indisturbati nella loro attività, fino al momento in cui Johnny crede di riconoscere dagli atteggiamenti dei suoi amici gli stessi dei rapinatori; così, il giorno dopo, si apposta con Angelo di fronte alla banca che ritiene sarà attaccata. L'intuizione si rivela giusta ma, dopo che Bodhi (mascherato da Reagan) dà fuoco a una stazione di servizio, causando un'esplosione devastante, tre dei rapinatori riescono a fuggire in macchina, mentre Bodhi viene inseguito a piedi da Johnny, che durante la fuga si fa male a un ginocchio e cade. Mentre si trova a terra, però, riconosce l'amico dietro la maschera e, pur avendolo sotto tiro, esita a sparargli consentendogli così di fuggire.
Saltata la sua copertura, Johnny litiga con Tyler (con la quale ha iniziato nel frattempo una relazione), in quanto lei ha scoperto che è un poliziotto. I due si separano. Successivamente, Johnny viene attirato in un tranello da Bodhi, che lo costringe, dopo un lancio di paracadutismo, a partecipare a una rapina insieme agli altri ex presidenti, sotto la minaccia di fare uccidere Tyler da un complice; nella rapina Grommet (il rapinatore mascherato da Johnson), viene ucciso e anche un poliziotto fuori servizio trova la morte nella sparatoria: Johnny viene quindi arrestato ma Angelo insiste per prenderlo in custodia personalmente. Johnny gli confida che i rapinatori stanno partendo dal vicino aeroporto, dove i due li raggiungono.
Johnny prova a trattare, ma la situazione precipita: ne segue uno scontro a fuoco in cui Angelo e Nathaniel (il rapinatore mascherato da Carter) restano uccisi mentre Roach (il rapinatore mascherato da Nixon) viene ferito gravemente. Una volta in volo, i due criminali si lanciano con gli unici paracadute disponibili: Johnny, disperato perché non conosce la sorte della ragazza, si lancia nel vuoto riuscendo ad aggrapparsi a Bodhi; una volta giunti a terra Roach muore, mentre Johnny, ancora infortunato al ginocchio, non può continuare l'inseguimento di Bodhi, che si allontana con i soldi; ottiene però la liberazione di Tyler, di cui è innamorato; lei gli perdona di aver mentito sulla propria identità.
Un anno dopo, Johnny giunge a Bells Beach, in Australia: sembra un uomo molto cambiato nell'aspetto e negli atteggiamenti, e sulla spiaggia, durante una violenta mareggiata, incontra Bodhi, arrivato in quel luogo per cavalcare le onde nella cosiddetta "tempesta del cinquantennio", un evento chiave di cui aveva parlato in precedenza a Johnny e che quest'ultimo sapeva che non si sarebbe perso. Dopo una breve zuffa, l'agente riesce ad ammanettare l'amico in attesa dell'arrivo dei poliziotti australiani, ma Bodhi lo prega di lasciarlo andare, poiché non riuscirebbe mai a sopravvivere in una gabbia. L'amico, forse intuendo quel che potrebbe succedere, apre le manette e, allontanandosi, getta in mare il distintivo poiché anche lui non ha più nulla da chiedere alla sua professione: pone così fine a quel capitolo per aprirne un altro, forse dedicato alla passione per il surf (che ormai pratica a suo dire ogni giorno).
Il film si chiude con le immagini di Bodhi intento a cavalcare un'onda gigantesca che inevitabilmente lo travolge, lasciando intuire la sua fine.

## Colonna sonora
- Ratt – "Nobody Rides for Free"
- Concrete Blonde – "I Want You"
- Jimmy Buffett – "Volcano"
- The Jimi Hendrix Experience – "If 6 Was 9"
- School of Fish – "Rose Colored Glasses"
- Public Image Ltd. – "Criminal"
- Shark Island – "My City"
- Love – "7 and 7 Is"
- Loudhouse – "Smoke on the Water"
- Westworld – "So Long Cowboy"
- Little Caesar – "Down to the Wire"
- L.A. Guns – "Over the Edge"
- Liquid Jesus– "7 and 7 Is"
- Wire Train – "I Will Not Fall"
- Ice-T – "O.G. Original Gangster"
- Mark Isham – "Foot Chase"
- Sheryl Crow – "Hundreds of Tears"

## Accoglienza

### Incassi
A fronte di un budget di 24 milioni di dollari, la pellicola ne ha incassati circa 43,2 milioni in Nord America e 40,3 milioni nel resto del mondo, per un totale di 83531958 $.

### Critica
Il film ha ricevuto recensioni positive da parte della critica. Sull'aggregatore di recensioni Rotten Tomatoes ha un indice di gradimento del 70% basato su 79 recensioni, con un voto medio di 6,3 su 10. Su Metacritic ottiene un punteggio di 60 su 100 basato su 21 recensioni.

## Riconoscimenti
- MTV Movie & TV Award
  - Attore più attraente (Keanu Reeves)

## Remake
Nel 2011 la Alcon Entertainment annuncia la volontà di produrre il remake del film. La nuova versione, scritta da Kurt Wimmer, vede ancora un agente dell'FBI infiltrarsi in una banda criminale e è ambientata nel mondo degli sport estremi. Nell'aprile 2013 la Alcon annuncia che il film sarà diretto da Ericson Core. Nel gennaio 2014 la produzione inizia a trattare con Gerard Butler per affidargli il ruolo che fu di Patrick Swayze; l'accordo va in porto, ma l'attore abbandona il progetto a pochi mesi dall'inizio delle riprese; lo sostituirà Edgar Ramirez. Luke Bracey è il giovane agente dell'FBI John Utah, impersonato nell'originale da Keanu Reeves; Ray Winstone ricopre il ruolo di Pappas, in origine interpretato da Gary Busey; mentre Teresa Palmer eredita la parte di Lori Petty. La pellicola è uscita nelle sale cinematografiche nel 2015.